# Rabobank
Rabobank (in olandese Coöperatieve Rabobank U.A.; IPA [ˈraːboːbɑŋk]) è un istituto multinazionale olandese di servizi bancari e finanziari; fondato nel 1972, ha sede a Utrecht.
Operativamente, è costituito da una rete di 152 Rabobank locali indipendenti con 1061 filiali, cui si aggiungono Rabobank Nederland, l'organizzazione centrale, e diverse sussidiarie.

## Storia
La Rabobank è nata nel 1972 dalla fusione tra due banche cooperative agricole, la Coöperatieve Centrale Raiffeisen-Bank (dal nome di uno degli ideatore del credito cooperativo, Friedrich Wilhelm Raiffeisen) di Utrecht e della Coöperatieve Centrale Boerenleenbank di Eindhoven. Nel 1980 ha assunto formalmente il nome Rabobank, contrazione di Raiffeisen-Boerenleenbank.
Nel mondo il Rabobank Groep ha oltre 60 000 dipendenti in 603 uffici e più di 1,7 milioni di membri; serve infine circa 9,5 milioni di clienti in 46 paesi. In termini di capitale di classe 1 è tra i primi 25 istituti finanziari al mondo.